# Juin 2005 en sport
Cette page concerne l'actualité sportive du mois de juin 2005.

## Mercredi1erjuin
- Basket-ball, NBA : les San Antonio Spurs se qualifient pour la finale NBA. L'équipe de Tony Parker a écarté Phoenix Suns en finale de conférence, 4 victoires à 1.

- Tennis, quarts de finale du tableau masculin du Tournoi de Roland-Garros : qualification de Nikolay Davydenko et Mariano Puerta pour les demi-finales.

## Jeudi2 juin
- Tennis, demi-finales du tableau féminin du Tournoi de Roland-Garros : qualification de Justine Henin-Hardenne et Mary Pierce pour la finale.

## Vendredi3 juin
- Football, matches qualificatifs de la Coupe du monde 2006 :
  - Afrique : Libye - Côte d'Ivoire 0-0.
  - Asie : 
    - Ouzbékistan - Corée du Sud 1-1,
    - Iran - Corée du Nord 1-0.

- Rugby à XV, demi-finale du championnat de France : le Stade français Paris se qualifie pour la finale du championnat en écartant le Stade toulousain en demi-finale (23-18).

- Tennis, , demi-finale du tableau masculin du Tournoi de Roland-Garros : qualification de Mariano Puerta et Rafael Nadal pour la finale.

## Samedi4 juin
- Gymnastique artistique, championnats d'Europe : 
  - Concours général féminin : la Française Marine Debauve remporte le concours général féminin. C'est la première fois qu'une gymnaste française enlève ce titre. Derrière la dijonnaise, on trouve sur le podium les Russes Anna Pavlova et Yulia Lozhecko.
  - Concours général masculin : l'Espagnol Rafael Martinez gagne le concours général masculin devant le Roumain Razvan Dorin Selariu et le Biélorusse Denis Savenkov.

- Rugby à XV, demi-finale du Championnat de France : le Biarritz olympique se qualifie pour la finale du championnat en écartant le CS Bourgoin en demi-finale (32-27).

- Sport hippique, Derby d'Epsom : le favori Motivator s'impose de plusieurs longueurs.

- Tennis, finale du tableau féminin du Tournoi de Roland-Garros : la Belge Justine Henin-Hardenne remporte son deuxième Roland en dominant en finale la Française Mary Pierce (6-1, 6-1).

- Football :
  - Finale de la Coupe de France : Auxerre enlève la Coupe à la dernière seconde face à Sedan, 2-1.
  - Matches qualificatifs de la Coupe du monde 2006 :
    - Europe : 
      - Arménie - Macédoine 2-1,
      - République tchèque - Andorre 8-1,
      - Pays-Bas - Roumanie 2-0,
      - Ukraine - Kazakhstan 2-0,
      - Turquie - Grèce 0-0,
      - Albanie - Géorgie 3-2,
      - Russie - Lettonie 2-0,
      - Estonie - Liechtenstein 2-0,
      - Portugal - Slovaquie 2-0,
      - Îles Féroé - Suisse 1-3,
      - Irlande - Israël 2-2,
      - Écosse - Moldavie 2-0,
      - Biélorussie - Slovénie 1-1,
      - Norvège - Italie 0-0, Azerbaïdjan - Pologne 0-3,
      - Serbie-et-Monténégro - Belgique 0-0,
      - Saint-Marin - Bosnie 1-3,
      - Espagne - Lituanie 1-0,
      - Bulgarie - Croatie 1-3,
      - Suède - Malte 6-0,
      - Islande - Hongrie 2-3.

    - Afrique : 
      - Cap-Vert - Afrique du Sud 1-2,
      - Bénin - Cameroun 1-4,
      - Botswana - Tunisie 1-3,
      - Maroc - Malawi 4-1.

    - Amérique du sud : 
      - Colombie - Pérou 5-0,
      - Équateur - Argentine 2-0,
      - Venezuela - Uruguay 1-1,
      - Chili - Bolivie 3-1.

    - Amérique du Nord : 
      - Trinité-et-Tobago - Panama 2-0,
      - États-Unis - Costa Rica 3-0,
      - Guatemala - Mexique 0-2.

    - Asie : 
      - Arabie saoudite - Koweït 3-0,
      - Bahreïn - Japon 0-1.

## Dimanche5 juin
- Basket-ball, championnat de France : l'affiche de la finale 2005 du championnat sera inédite : Nancy, qui a écarté Chalon-sur-Saône en demi-finale et Strasbourg, qui a défait l'ASVEL Villeurbanne, se retrouveront à Bercy le 12 juin pour une finale sur un match.

- Cyclisme, Critérium du Dauphiné libéré : l'Américain George Hincapie remporte le prologue du Dauphiné. Son compatriote Lance Armstrong termine cinquième. En 2012, les deux coureurs sont déclassés[n 1]

- Football
  - premier tour du Championnat d'Europe féminin : 
    - Suède - Danemark 1-1 ;
    - Angleterre - Finlande 3-2. 

  - matches qualificatifs pour la Coupe du monde 2006 :
    - Afrique : 
      - Congo - Sénégal 0-0,
      - Togo - Zambie 4-1,
      - Mali - Liberia 4-1,
      - RD Congo - Ouganda 4-0,
      - Ghana - Burkina Faso 2-1,
      - Égypte - Soudan 6-1,
      - Zimbabwe - Gabon 1-0,
      - Rwanda - Nigeria 1-1,
      - Angola - Algérie 2-1,
      - Guinée - Kenya 1-0.

    - Amérique du sud : Brésil - Paraguay 4-1.

- Gymnastique artistique, Championnats d'Europe : Émilie Le Pennec remporte le concours des barres asymétriques tandis qu'Isabelle Severino gagne le titre continental au sol. Avec trois médailles d'or, deux d'argent et une de bronze, la France termine la compétition en tête du tableau des médailles! C'est totalement inédit.

- Jeux olympiques : à un mois de la désignation de la ville hôte des Jeux olympiques d'été de 2012, journée festive sur les Champs-Élysées (Paris), rebaptisée « Champs olympiques » avec la présentation des 28 disciplines olympiques en compagnie de champions.

- Sport automobile, Rallye de Turquie : le Français Sébastien Loeb enlève son quatrième rallye cette saison et renforce sa position en tête du classement général du championnat du monde.

- Sport hippique, Prix du Jockey-Club : le favori Shamardal s'impose sur l'hippodrome de Chantilly en menant la course de bout en bout.

- Sport moto, Grand Prix d'Italie de Vitesse : l'Italien Valentino Rossi gagne son GP à domicile dans la catégorie reine devant ses compatriotes Max Biaggi et Loris Capirossi. En 250 cm3, c'est l'Espagnol Daniel Pedrosa qui s'impose, tandis que la course des 125 cm3 est remportée par le Hongrois Gábor Talmácsi.

- Tennis, finale du tableau masculin du Tournoi de Roland-Garros : l'Espagnol Rafael Nadal remporte le tournoi lors de sa première participation en s'imposant en finale à l'Argentin Mariano Puerta (6-7, 6-3, 6-1, 7-5).

## Lundi6 juin
- Basket-ball, NBA : les Pistons de Détroit se qualifient pour la finale NBA. Les Pistons ont écarté le Heat de Miami en finale de conférence, 4 victoires à 3 (88-82 dans le septième match). Les champions en titre affronteront en finale NBA les Spurs de San Antonio, au meilleur des sept matches, à partir de jeudi 9 juin.

- Cyclisme, Critérium du Dauphiné libéré : le Norvégien Thor Hushovd remporte la première étape du Dauphiné ; l'Américain George Hincapie conserve le maillot de leader du classement général.

- Football, premier tour du championnat d'Europe féminin : 
  - Allemagne - Norvège 1-0 ;
  - France - Italie 3-1.

- Jeux olympiques : le Comité international olympique publie sa notation des rapports techniques des villes candidates à l'organisation des Jeux olympiques en 2012. Paris et Londres sont gratifiés d'une mention de "très grande qualité", Madrid et New York "grande qualité" et Moscou "manque d'informations".

## Mardi7 juin
- Cyclisme, Critérium du Dauphiné libéré : le Français Samuel Dumoulin remporte la deuxième étape du Dauphiné et s'empare du maillot or et bleu de leader du classement général.

## Mercredi8 juin
- Cyclisme, Critérium du Dauphiné libéré : le Colombien Santiago Botero remporte la troisième étape du Dauphiné disputée contre la montre en individuel. L'Américain Levi Leipheimer s'empare du maillot de leader du classement général.

- Football
  - premier tour du championnat d'Europe féminin : 
    - Angleterre - Danemark 1-2 ;
    - Suède  - Finlande 0-0. 

  - matches qualificatifs pour la Coupe du monde 2006 :
    - Asie : 
      - Iran - Bahreïn 1-0,
      - Corée du Nord - Japon 0-2. Le Japon est la première formation qualifiée sur le terrain pour la phase finale de la Coupe du monde 2006. Dans la foulée, l'Iran se qualifie également.

    - Europe :
      - République tchèque - Macédoine 6-1,
      - Kazakhstan - Turquie  0-6,
      - Lettonie - Liechtenstein 1-0,
      - Estonie - Portugal 0-1,
      - Roumanie - Arménie 3-0,
      - Finlande  - Pays-Bas 0-4,
      - Danemark - Albanie 3-1,
      - Luxembourg - Slovaquie 0-4,
      - Biélorussie - Écosse 0-0,
      - Islande - Malte 4-1,
      - Grèce - Ukraine 0-1,
      - Îles Féroé - Irlande 0-2,
      - Espagne - Bosnie-Herzégovine 1-1.

    - Amérique du sud : 
      - Colombie - Équateur 3-0,
      - Paraguay - Bolivie 4-1,
      - Chili - Venezuela 2-1,
      - Argentine - Brésil 3-1.

    - Amérique du Nord : 
      - Mexique - Trinité-et-Tobago 2-0,
      - Panama - États-Unis 0-3,
      - Costa Rica - Guatemala 3-2.

## Jeudi9 juin
- Basket-ball, NBA : les Spurs de San Antonio s'imposent 84-69 face aux Pistons de Détroit à l'occasion du premier match de la finale NBA qui se dispute au meilleur de sept matches.

- Cyclisme, Critérium du Dauphiné libéré : le Kazakh Alexandre Vinokourov remporte la quatrième étape du Dauphiné. L'Américain Levi Leipheimer conserve du maillot de leader du classement général.

- Football
  - premier tour du Championnat d'Europe féminin : 
    - Allemagne - Italie 4-0 ;
    - France -  Norvège 1-1. 

  - matches qualificatifs pour la coupe du monde 2006 :
    - Asie :
      - Koweït - Corée du Sud 0-4,
      - Arabie saoudite - Ouzbékistan 3-0. La Corée du Sud et l'Arabie saoudite se qualifient pour la phase finale de la Coupe du monde 2006. Il faut attendre la dernière journée de cette phase qualificative asiatique (17 août 2005) pour connaitre les barragistes. Le meilleur de ces barragistes rencontrera ensuite une formation d'Amérique du Nord.

## Vendredi10 juin
- Cyclisme, Critérium du Dauphiné libéré : le Belge Axel Merckx remporte la cinquième étape du Dauphiné. L'Espagnol Íñigo Landaluze, deuxième de l'étape, s'empare du maillot de leader du classement général.

- Football : l'UEFA autorise Liverpool FC à défendre son titre en Ligue des champions. Les Reds commenceront la compétition dès le premier tour préliminaire.

## Samedi11 juin
- Boxe anglaise : Mike Tyson ne tient que six rounds devant l'Irlandais Kevin McBride. Tyson annonce sa retraite après cette défaite.

- Cyclisme
  - Critérium du Dauphiné libéré : le Colombien Santiago Botero remporte la sixième étape du Dauphiné. L'Espagnol Íñigo Landaluze conserve le maillot de leader du classement général. 
  - Tour de Suisse : l'Autrichien Bernhard Eisel remporte la première étape et s'empare du maillot de leader du classement général.

- Football : 
  - premier tour du Championnat d'Europe féminin :
    - Angleterre - Suède 0-1 ;
    - Finlande - Danemark 2-1. La Suède et la Finlande qualifiées pour les demi-finales. 

  - matches qualificatifs pour la Coupe du monde 2006, Afrique : Tunisie - Guinée 2-0.
  - finale de la Coupe d'Espagne : le Real Betis gagne la Coupe d'Espagne en s'imposant 2-1 en finale face à Osasuna.

- Football américain, NFL Europe : les Amsterdam Admirals remportent le World Bowl XIII face aux Berlin Thunders, 27-21.

- Rugby à XV, finale du Top 16 : Biarritz olympique remporte le titre de champion de France face au Stade français Paris, 37-34 après prolongation.

## Dimanche12 juin
- Basket-ball :
  - championnat de France : Strasbourg bat Nancy par 72 à 68 au Palais omnisports de Paris-Bercy.
  - NBA : les San Antonio Spurs s'imposent 97-76 face aux Detroit Pistons à l'occasion du deuxième match des finales NBA.

- Cyclisme
  - Critérium du Dauphiné libéré : l'Américain George Hincapie remporte la septième étape du Dauphiné. L'Espagnol Íñigo Landaluze conserve le maillot de leader du classement général et remporte son premier grand succès chez les professionnels.
  - Tour de Suisse : l'Allemand Jan Ullrich remporte la deuxième étape et s'empare du maillot de leader du classement général.

- Football, premier tour du Championnat d'Europe féminin : 
  - Allemagne - France 3-0 ;
  - Norvège - Italie 5-3. L'Allemagne et la Norvège qualifiées pour les demi-finales.

- Vitesse moto, Grand Prix moto de Catalogne : l'Italien Valentino Rossi (Yamaha) remporte le GP de Catalogne dans la catégorie reine, Moto GP, devant  Sete Gibernau. En 250 cm3 victoire de l'espagnol Dani Pedrosa et en 125 cm3, victoire de l'italien Mattia Pasini.

- Compétition automobile, Grand Prix du Canada de Formule 1 : le Finlandais Kimi Räikkönen remporte le Grand Prix devant Michael Schumacher. Le leader du championnat Fernando Alonso a abandonné.

- Sport hippique, Prix de Diane : le favori Divines Proportions s'impose sur l'hippodrome de Chantilly en menant la course de bout en bout.

## Lundi13 juin
- Cyclisme, Tour de Suisse : l'Australien Bradley McGee remporte la troisième étape ; l'Allemand Jan Ullrich conserve le maillot de leader du classement général.

## Mardi14 juin
- Athlétisme : Asafa Powell a établi un nouveau record du monde au 100 m. Le Jamaïcain a parcouru la distance en 9 min 77 s à Athènes.
- Cyclisme, Tour de Suisse : l'Australien Robbie McEwen remporte la quatrième étape ; l'Allemand Jan Ullrich conserve le maillot de leader du classement général.

## Mercredi15 juin
- Cyclisme, Tour de Suisse : le Suisse Michael Albasini remporte la cinquième étape ; l'Allemand Jan Ullrich conserve le maillot de leader du classement général.

- Football : 
  - premier tour de la Coupe des confédérations 2005 en Allemagne : 
    - Argentine - Tunisie 2-1 ;
    - Allemagne - Australie 4-3.

  - finale retour de la coupe d'Italie : l'Inter Milan remporte sa quatrième Coupe d'Italie après son succès 1-0 à San Siro face à la Roma en match retour (aller 2-0).
  - demi-finale Championnat d'Europe de football féminin : Allemagne - Finlande 4-1

## Jeudi16 juin
- Cyclisme, Tour de Suisse : l'Américain Christopher Horner remporte la sixième étape ; l'Australien Michael Rogers s'empare du maillot de leader du classement général.

- Football : 
  - premier tour de la Coupe des confédérations 2005 en Allemagne : 
    - Mexique - Japon 2-1 ;
    - Brésil - Grèce 3-0.

  - demi-finale du Championnat d'Europe féminin : Norvège - Suède 3-2

## Dimanche19 juin
- Athlétisme, Marathon : disputé au Mont Saint-Michel, le championnat de France a sacré David Antoine chez les hommes et Corinne Raux chez les femmes.

- Basket-ball, NBA : les San Antonio Spurs s'imposent 96-95 face aux Detroit Pistons à l'occasion du cinquième match des finales NBA. Ils mènent la finale 3-2.

- Cyclisme
  - Tour de Suisse : l'Espagnol Aitor González (Euskaltel-Euskadi) remporte la neuvième étape et le Tour de Suisse.

  - Eindhoven Team Time Trial (contre-la-montre par équipes) : l'équipe Gerolsteiner s'est imposée dans la première édition du contre la montre par équipes du ProTour.
Article détaillé : ProTour 2005

- Compétition automobile
  - 24 Heures du Mans : l'Audi R8 de l'écurie Champion Racing pilotée par Tom Kristensen, JJ Lehto et Marco Werner remporte les 24 Heures du Mans. Septième victoire pour Kristensen.
  - Formule 1, Grand Prix des États-Unis : Michael Schumacher (Ferrari) remporte son premier Grand Prix de la saison. Un Grand Prix qui n'aura vu que six voitures prendre le départ.

- Football, Championnat d'Europe féminin : l'Allemagne conserve son titre de Championne d'Europe en s'imposant en finale face à la Norvège : 3-1.

- Golf, US Open : le néo zélandais Michael Campbell remporte l'US Open. C'est sa première victoire dans un tournoi du Grand Chelem.

## Mardi21 juin
- Basket-ball, NBA : les Detroit Pistons s'imposent 95-86 face aux San Antonio Spurs à l'occasion du sixième match des finales NBA. Ils égalisent à 3 partout et contraignent les Spurs à un septième match décisif.

## Jeudi23 juin
- Basket-ball, NBA : les San Antonio Spurs s'imposent 81-74 face aux Detroit Pistons à l'occasion du septième et dernier match des finales NBA. Ils remportent ainsi le titre.

- Cyclisme sur route, championnat de France 2005 :
  - Contre la montre hommes : Sylvain Chavanel s'impose en parcourant les 40,5 km du parcours de Boulogne-sur-Mer en 53 min 58 s, devançant Didier Rous (à 1 min 18 s) et Frédéric Finot (à 1 min 46 s).
  - Contre la montre dames : Edwige Pitel s'impose en 37 min 28 s sur le parcours de 22,8 km, elle devance Jeannie Longo-Ciprelli à 9 s et Marina Jaunatre à 15 s.

## Samedi25 juin
- Boxe : le Français Mahyar Monshipour remporte le championnat du monde super-coqs WBA pour la sixième fois en vingt-quatre mois, au Futuroscope près de Poitiers, face au Mexicain Julio Zarate.

- Vitesse moto, Grand Prix des Pays-Bas : l'Italien Valentino Rossi (Yamaha) remporte le GP des Pays-Bas dans la catégorie reine, Moto GP, devant Marco Melandri. En 250 cm3 victoire de l'argentin Sebastian Porto et en 125 cm3, victoire du hongrois Gábor Talmácsi.

## Dimanche26 juin
- Cyclisme sur route :
  - championnat de France 2005 : Pierrick Fédrigo (Bouygues Telecom) remporte le titre de Champion de France 2005 devant son coéquipier Laurent Brochard (deuxième) et Nicolas Jalabert (troisième).
  - championnat de Belgique 2005 : Serge Baguet (Davitamon-Lotto) s'impose devant Kevin Van Impe (Chocolat Jacques) et Stijn Devolder.

- Sport automobile, Rallye de l'Acropole : le Français Sébastien Loeb enlève son cinquième rallye consécutif, le sixième cette saison et renforce sa position en tête du classement général du championnat du monde.

## Mercredi29 juin
- Football, finale de la coupe des confédérations 2005 en Allemagne : le Brésil remporte sa deuxième Coupe des confédérations en disposant de l'Argentine 4-1 ; la troisième place revient à l'Allemagne qui gagne face au Mexique 4-3 (ap).